# فونتانا (غودش)
فونتانا (به لاتین: Fontana) یک منطقهٔ مسکونی در مالت است. فونتانا ۰٫۵ کیلومتر مربع مساحت و ۹۲۲ نفر جمعیت دارد.